# 김시민 선무공신 교서
김시민 선무공신 교서(金時敏 宣武功臣 敎書)은 경상남도 진주시, 국립진주박물관에 있는 조선시대의 교서이다. 2006년 12월 29일 대한민국의 보물 제1476호로 지정되었다.

## 개요
임진왜란 3대 대첩 가운데 하나인 진주대첩을 승리로 이끈 진주목사 김시민(1554-1592)에게 내린 선무공신 교서이다.
선무공신교서는 1604년(선조 37) 10월에 임진왜란 때 전공을 크게 세운 장군들에게 내린 것으로, 이순신, 권율, 원균 등 총 18명의 명단이 적혀 있다.
이 공신교서는 김시민 장군의 공적과 그에 따른 포상내역이 자세히 언급되어 있을 뿐 아니라 현존하는 선무공신교서 가운데 보존상태가 가장 좋은 것으로 임진왜란사 연구와 고문서 연구의 중요 자료가 된다.

## 같이 보기
- 김시민

## 참고 문헌
- 김시민 선무공신 교서 - 국가유산청 국가유산포털